# Martarega mexicana
Martarega mexicana är en insektsart som beskrevs av Truxal 1949. Martarega mexicana ingår i släktet Martarega och familjen ryggsimmare. Inga underarter finns listade i Catalogue of Life.